# 卡斯廷 (緬因州)
卡斯廷（英語：Castine）是一個位於美國緬因州漢考克縣的市鎮。

## 人口
根據2020年美國人口普查的數據，卡斯廷的面積為51.83平方千米，當中陸地面積為20.15平方千米，而水域面積為31.68平方千米。當地共有人口1320人，而人口密度為每平方千米25人。